# Phoebe legendrei
Phoebe legendrei är en lagerväxtart som beskrevs av Paul Lecomte. Phoebe legendrei ingår i släktet Phoebe och familjen lagerväxter. Inga underarter finns listade i Catalogue of Life.